# Georges Louis Houdard
Georges Louis Houdard, född den 30 mars 1860 i Neuilly-sur-Seine, död den 28 februari 1913 i Paris, var en fransk musikskriftställare.
Houdard skrev efter ihärdigt bedrivna studier särskilt över neumerna bland annat det omfattande arbetet om gregorianiken Le rythme du chant dit grégorien d'après la notation neumatique (1898-99). Därtill kom La richesse rythmique musicale de l'antiquité (1903) och La cantilène romaine (1906), varjämte han komponerade kyrkomusik samt från 1903 årligen i Sorbonne höll fria föreläsningskurser över rytmens teori och historia.